# Gliese 581 e
Gliese 581 e ou Gl 581 e é um exoplaneta localizado na constelação de Libra. O planeta orbita um sistema estelar, Gliese 581, a 20,5 anos-luz da Terra, sendo o primeiro a contar da estrela. É muito parecido com a Terra, porém orbita próximo à sua estrela, o que deixa a temperatura de sua superfície muito alta.

## Descoberta
O exoplaneta foi descoberto por Michel Mayor e sua equipe do Observatório de Genebra, na Suíça, utilizando o espectrógrafo HARPS do European Southern Observatory (ESO), localizado no Observatório de La Silla, no Chile, com seu telescópio de 3,6 m.
A descoberta foi anunciada em 21 de abril de 2009. A equipe de Mayor empregou técnicas de velocidade radial, nas quais o tamanho e a massa do planeta são determinados com base na pequena perturbação que este causa na órbita de sua estrela mãe e sua gravidade.